# Phyllonorycter tangerensis
Phyllonorycter tangerensis är en fjärilsart som först beskrevs av Henry Tibbats Stainton 1872.  Phyllonorycter tangerensis ingår i släktet guldmalar, och familjen styltmalar.
Artens utbredningsområde är Marocko. Inga underarter finns listade i Catalogue of Life.